# 81

## Události
- Vystavěn Titův oblouk

## Úmrtí
- 13. září – Titus, římský císař (* 30. prosince 39)

## Hlavy států
- Papež – Anaklét (78/79–88/89/90/91)
- Římská říše – Titus (79–81) » Domitianus (81–96)
- Parthská říše – Pakoros (77/78–114/115)
- Kušánská říše – Kudžúla Kadphises (30–90)
- Čína, dynastie Chan (206 př. n. l. – 220 n. l.)